# Miklós Barabás
Pour les articles ayant des titres homophones, voir Barabbas (homonymie).
Miklós Barabás ([ˈmikloːʃ], [ˈbɒɾɒbaːʃ]), né le 10 février 1810 à Kézdimárkosfalva (Catalina dans l'actuelle Roumanie) et mort le 12 février 1898 à Budapest, est un peintre et lithographe hongrois. Il est surtout connu pour ses portraits.

## Biographie
Miklós Barabás naît le 10 février 1810, à Kézdimárkosfalva dans le pays sicule. Issu d'une famille pauvre, il est le fils de János Barabás et de Therézia Gaál.
Il étudie très tôt la peinture au collège de Nagyenyed. Sa vie est alors faite de petits travaux, de privations et de misère, son art ne lui permettant pas d'assurer sa subsistance.
Plus tard, la qualité des portraits de Zsigmond Katona et du baron Simon Kemény attirent l'attention. De plus en plus apprécié localement, il part pour Kolozsvár (1828) puis à Vienne, où il désire rentrer à l'Académie des Beaux-Arts. Il y vit toujours dans une grande pauvreté.
Il séjourne à nouveau quelque temps à Kolozsvár avec une réputation de bon portraitiste (1830). Grâce au mécénat du général russe Paul Kisseleff connu à Bucarest, Barabás devient un portraitiste à la mode et commence à bien vendre ses œuvres. Il décide alors de poursuivre ses études en Italie. En 1834-1835, il est à Venise, Bologne, Florence, Rome et Naples. Il remporte un grand succès à Pest en 1835 avec une copie de l'Enlèvement d'Europe de Véronèse et devient dès lors l'un des portraitistes hongrois les plus populaires. Il s'installe à Pest en 1840 et y épouse l'année suivante Susanne (dite Zsuzsannát) Bois de Chesne, jeune femme d'origine franco-suisse. Définitivement à l'abri du besoin, il se consacre exclusivement à la peinture dans son studio.
Barabás a une grande influence sur le rayonnement culturel de Pest où passe la majeure partie de sa vie. Il est président de la Société d'Art de sa création en 1862 jusqu'à sa mort, et devient député de Pest en 1867. Il est également membre et correspondant de l'Académie hongroise des sciences.
Miklós Barabás meurt à Budapest le 12 février 1898 à l'âge de 88 ans.

## Galerie

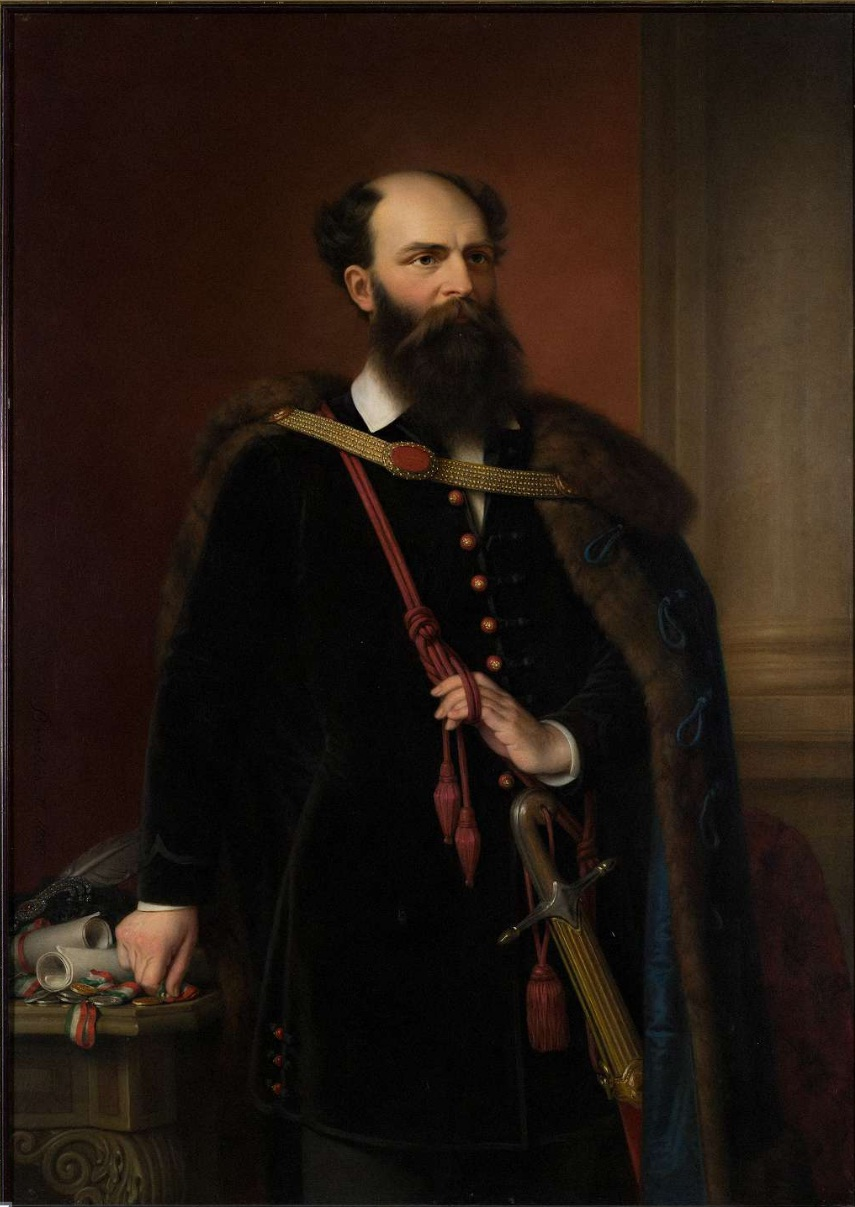
Le Premier ministre comte Lajos Batthyány (en)
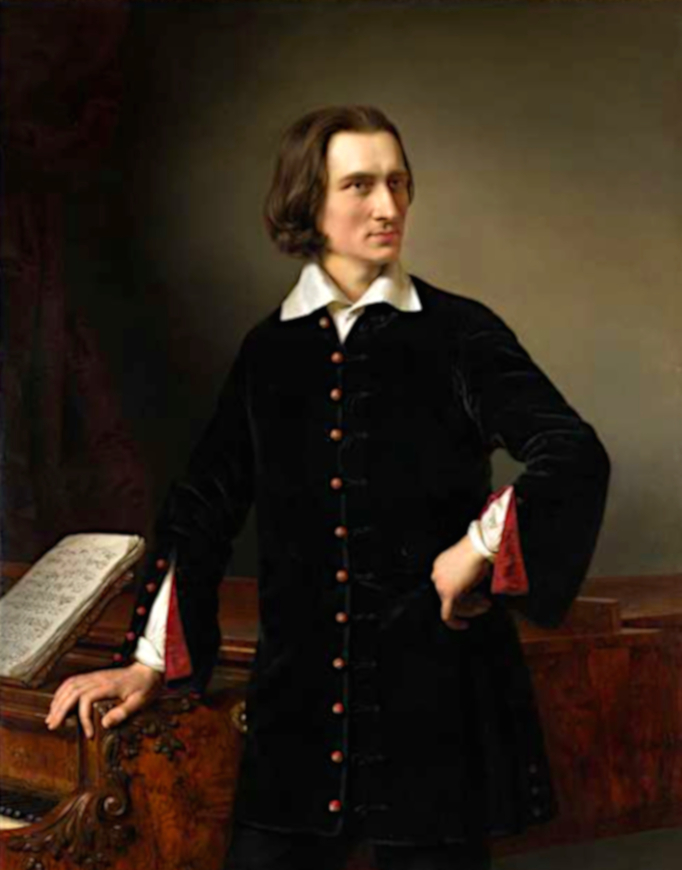
Le compositeur Franz Liszt
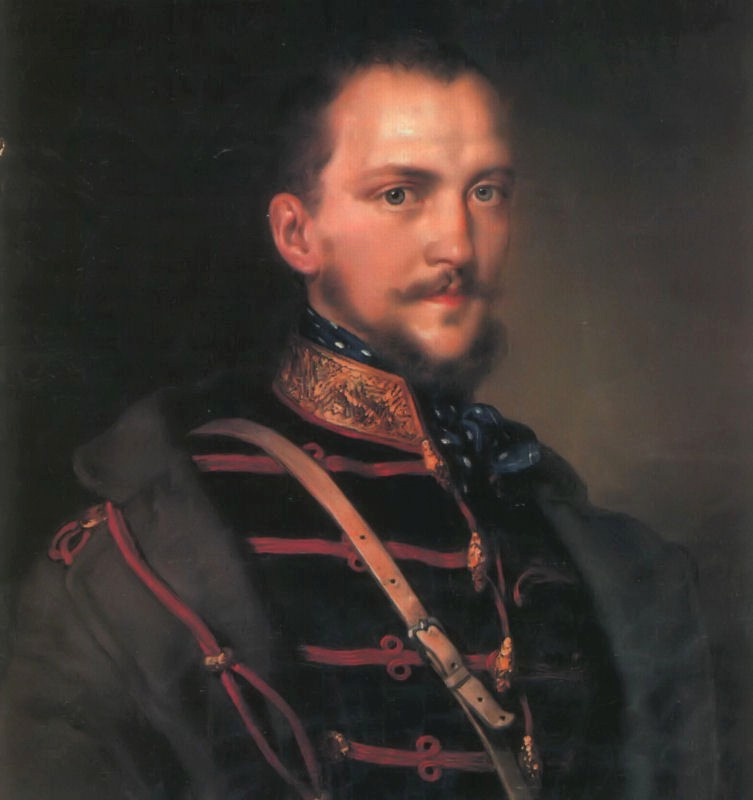
Le ministre et général d'armée Artúr Görgey
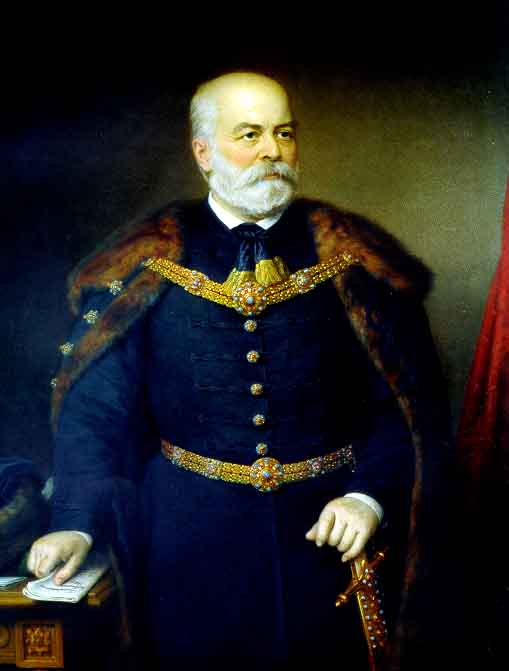
Emanoil Gojdu (en), avocat et homme politique austro-hongrois d'origine roumaine
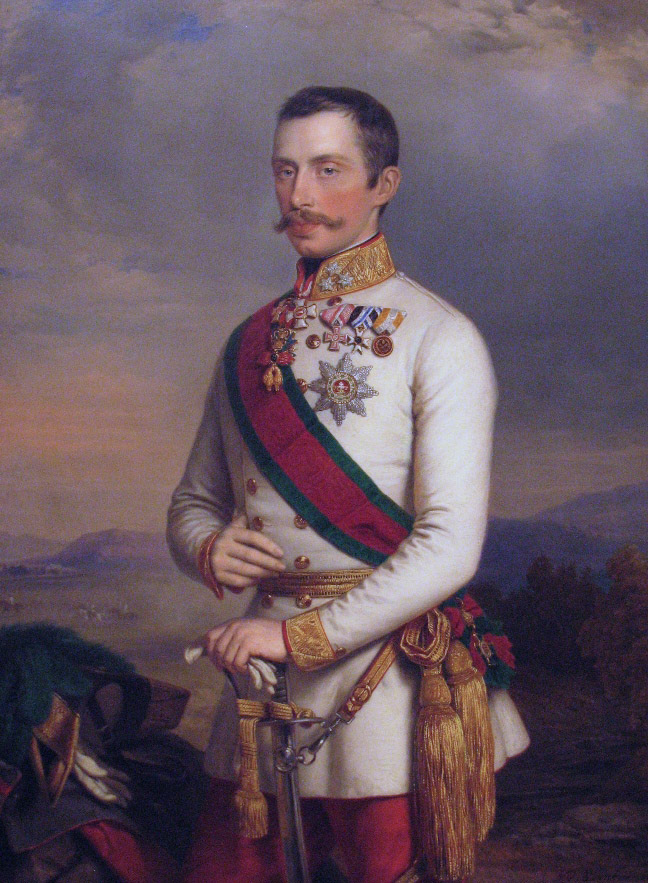
Prince Albert de Teschen, archiduc d'Autriche, duc de Teschen
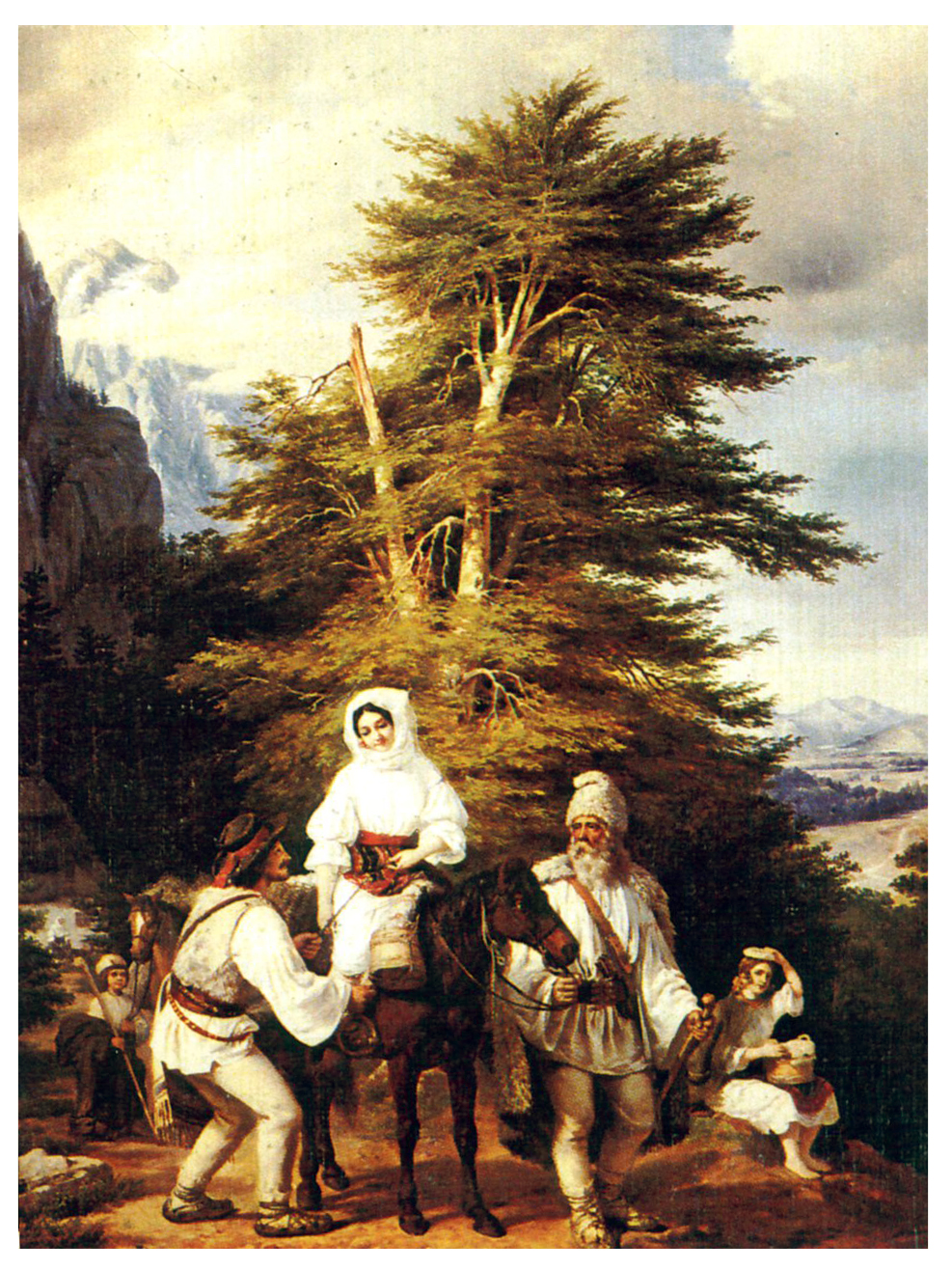
Famille roumaine descendant au marché